# Psylliodes cervinoi
Psylliodes cervinoi is een keversoort uit de familie bladkevers (Chrysomelidae). De wetenschappelijke naam van de soort werd in 2003 gepubliceerd door Baselga & Novoa.